# 익산보석박물관
익산보석박물관은 전북특별자치도 익산시 소재의 박물관이다.

## 연혁
- 1996년 12월 익산보석박물관 건립공사 착공
- 2001년 5월 보석박물관 완공
- 2001년 6월 왕궁테마 관광지 조성공사 착공
- 2002년 1월 21일 보석박물관관리 사업소 개소
- 2002년 5월 22일 보석박물관 개관
- 2004년 12월 보석박물관 內 체험관 완공
- 2008년 9월 보석박물관 內 주얼팰리스 착공
- 2010년 9월 보석박물관 內 주얼팰리스 개관

## 관람 안내
관람 시간
- 매일 10:00 ~ 18:00

매표 시간
- 매일 10:00 ~ 17:00

휴관일
- 매년 1월 1일
- 매주 월요일